# Bonjour Tristesse
Bonjour Tristesse (bra: Bom Dia, Tristeza) é um filme britânico-estadunidense dirigido e produzido por Otto Preminger a partir de um roteiro de Arthur Laurents baseado no romance de mesmo nome de Françoise Sagan. O filme é estrelado por Deborah Kerr, David Niven, Jean Seberg, Mylène Demongeot e Geoffrey Horne, e apresenta Juliette Gréco, Walter Chiari, Martita Hunt e Roland Culver. Foi lançado em 15 de janeiro de 1958 pela Columbia Pictures.

## Elenco
- Deborah Kerr ...Anne Larsen
- David Niven ...Raymond
- Jean Seberg ...Cécile, jovem
- Mylène Demongeot ...Elsa
- Geoffrey Horne ...Philippe
- Juliette Gréco ...ela mesma, cantando "Bonjour Tristesse"
- Walter Chiari ...Pablo
- Martita Hunt ...Mãe de Philippe
- Roland Culver ...Sr. Lombard
- Jean Kent ...Sra. Lombard
- David Oxley ...Jacques
- Elga Andersen ...Denise
- Jeremy Burnham ...Hubert